# West Portsmouth (Ohio)
West Portsmouth es un lugar designado por el censo ubicado en el condado de Scioto en el estado estadounidense de Ohio. En el Censo de 2010 tenía una población de 3149 habitantes y una densidad poblacional de 258,25 personas por km².

## Geografía
West Portsmouth se encuentra ubicado en las coordenadas 38°46′12″N 83°2′21″O / 38.77000, -83.03917. Según la Oficina del Censo de los Estados Unidos, West Portsmouth tiene una superficie total de 12.19 km², de la cual 12.19 km² corresponden a tierra firme y (0.06%) 0.01 km² es agua.

## Demografía
Según el censo de 2010, había 3149 personas residiendo en West Portsmouth. La densidad de población era de 258,25 hab./km². De los 3149 habitantes, West Portsmouth estaba compuesto por el 96.63% blancos, el 0.32% eran afroamericanos, el 0.64% eran amerindios, el 0.1% eran asiáticos, el 0% eran isleños del Pacífico, el 0.35% eran de otras razas y el 1.97% pertenecían a dos o más razas. Del total de la población el 1.4% eran hispanos o latinos de cualquier raza.